# ميكيل ثايغيسين
ميكيل ثايغيسين (بالدنماركية: Mikkel Thygesen)‏ (22 أكتوبر 1984 كوبنهاغن الدنمارك - ) هو لاعب كرة قدم دانمركي، يلعب كلاعب وسط.

## مسيرته الكروية
لعب ميكيل ثايغيسين خلال مسيرته الاحترافية مع 7 أندية في عشرون موسمًا وسجل خلالها 65 هدفًا ضمن 453 مباراة. ولم يفز بأي موسم بالكأس أو بالدوري.
خاض ميكيل ثايغيسين مسيرته مع نادي بولدكلوبن فرم في موسم 2002–03 ولمدة موسمين، مشاركًا في 45 مباراة سجل خلالها 5 أهداف. ثم انتقل إلى نادي ميتييلاند في موسم 2004–05 في المرة الأولى واستمر معه طيلة ثلاثة مواسم ثم في موسم 2007–08 ليلعب معه أربعة مواسم، حيث شارك طوالها في 192 مباراة سجل خلالها 34 هدفًا. لينتقل بعدها إلى نادي بوروسيا مونشنغلادباخ في موسم 2006–07 لمدة موسم واحد، مشاركًا في 5 مباريات ولم يسجل أي هدف. ثم انتقل إلى نادي بروندبي في موسم 2011–12 ليلعب معه أربعة مواسم، مشاركًا في 90 مباراة سجل خلالها 9 أهداف. هذا وانتقل لاحقًا إلى Hobro IK ‏ في موسم 2014–15 لمدة موسم واحد، مشاركًا في 9 مباريات سجل خلالها هدفًا واحدًا. ثم انتقل بعدها إلى FC Roskilde ‏ في موسم 2015–16 ليلعب معه أربعة مواسم، مشاركًا في 111 مباراة سجل خلالها 16 هدفًا.

## وصلات خارجية
ميكيل ثايغيسين على موقع الاتحاد الدولي (مؤرشف)  (الإنجليزية)
- ميكيل ثايغيسين على موقع الاتحاد الأوربي (الإنجليزية)
- ميكيل ثايغيسين على موقع قاعدة بيانات كرة القدم.إي يو (الإنجليزية)
- ميكيل ثايغيسين على موقع بيانات كرة القدم. دي إي (الألمانية)
- ميكيل ثايغيسين على موقع ناشيونال فوتبول تيمز (الإنجليزية)
- ميكيل ثايغيسين على موقع Soccerway.com (الإنجليزية)
- ميكيل ثايغيسين على موقع عالم كرة القدم.نت (الإنجليزية)